# Anatoli Lútikov
Anatoli Stepànovitx Lútikov (en rus: Анатолий Степанович Лутиков) (Leningrad, 5 de febrer de 1933 - Anapa, Rússia, 23 d'octubre de 1989), fou un jugador i entrenador d'escacs rus, que va jugar sota bandera soviètica; fou Gran Mestre des de 1974. Dos cops Campió de Rússia (1955 i 1959), entre els anys 60 i mitjan 70 del segle xx formà part de l'elit dels escaquistes de la Unió Soviètica.
La classificació mundial més alta de la seva carrera es va produir a la llista d'Elo de la FIDE de l'1 juliol de 1972, en què hi tenia un Elo de 2545 punts, cosa que el situava entre les posicions 38 i 41 del rànquing mundial (empatat amb Jan Smejkal, Larry Evans i Helmut Pfleger), i en 23a posició entre els escaquistes soviètics.

## Resultats destacats en competició
Entre 1959 i 1969, va competir a la fase final de set Campionats soviètics, assolint el seu major èxit quan fou tercer en l'edició jugada entre 1968 i 1969 a Alma-Ata, on hi fou tercer (els campions foren Lev Polugaievski i Aleksandr Zaitsev.
El 1955, va guanyar el Campionat de la República Socialista Federativa Soviètica de Rússia celebrat a Leningrad, un èxit que repetiria més tard en l'edició de 1959, a Vorónej. El 1956 formà part de l'equip soviètic que va guanyar la medalla d'or a l'Olimpíada d'escacs per estudiants. El 1960 guanyà a Bad Salzungen.
El 1965, va jugar a Hamburg en representació de l'equip soviètic, com a segon tauler suplent, en els Campionat d'Europa per equips, guanyant dues medalles d'or (amb l'equip i individual).
El seu major èxit en l'escena internacional va arribar el 1967, quan va participar en el fort Torneig Hoogovens a Beverwijk i hi quedà segon, només rere Borís Spasski, i per davant de jugadors de l'elit del moment com Dragoljub Ciric, Bent Larsen, Klaus Darga, Svetozar Gligoric o László Szabó). D'altres resultats importants que assolí foren els següents: El 1968 empatà al segon lloc amb Robert Hartoch al torneig IBM-B d'Amsterdam, per darrere de Stefano Tatai. El 1971 fou primer a Dubna. El 1973 empatà al primer lloc a Leipzig amb en Vlastimil Hort. El 1976 fou primer a Albena.